# خايمي غارسيا (لاعب كرة قاعدة)
خايمي غارسيا (بالإسبانية: Jaime García)‏ (و. 1986  م) هو لاعب كرة قاعدة، من المكسيك، ولد في رينوسا، يلعب كمرسل مطلق ‏.

## روابط خارجية
- خايمي غارسيا على موقع دوري كرة القاعدة الرئيسي (الإنجليزية)
- خايمي غارسيا على موقعبيزبول رفرنس.كوم (الدوري الرئيسي) (الإنجليزية)
- خايمي غارسيا على موقعبيزبول رفرنس.كوم (الدوري الثانوي) (الإنجليزية)
- خايمي غارسيا على موقع إي إس بي إن.كوم (أم.أل.بي) (الإنجليزية)
- خايمي غارسيا على موقع مشجعي الرسوم البيانية (الإنجليزية)